# 渣坪乡
渣坪乡，是中华人民共和国湖南省邵陽市洞口县下辖的一个乡镇级行政单位。

## 行政区划
渣坪乡下辖以下地区：
银坪村、下洞村、大溪村、渣坪村、大坪村、挡溪村、沙洞村、大叶村、舒家村、客溪村、丰木村和郎田村。